# Constantina (Spanyolország)
Constantina egy község Spanyolországban, Sevilla tartományban. Constantina Alanís, Las Navas de la Concepción, La Puebla de los Infantes, Lora del Río, Villanueva del Río y Minas, El Pedroso, Cazalla de la Sierra és San Nicolás del Puerto községekkel határos. Lakosainak száma 5742 fő (2024).

## Népesség
A település népessége az elmúlt években az alábbi módon változott:
| Lakosok száma | 7055 | 6818 | 6687 | 6598 | 6395 | 6264 | 6040 | 5896 | 5779 | 5742 |
|               | 2001 | 2004 | 2007 | 2009 | 2012 | 2014 | 2017 | 2019 | 2022 | 2024 |